# Onís
Pour les articles homonymes, voir Onís (homonymie).
Onís est une commune (concejo aux Asturies) située dans la communauté autonome des Asturies en Espagne.

## Situation
La commune d'Onís ne doit pas être confondue avec la commune voisine de Cangas de Onís, qui a une plus grande superficie et un plus grand nombre d'habitants ; bien que la commune d'Onís ait beaucoup plus d'histoire que la commune voisine, puisque, comme son nom l'indique, elle occupait initialement toute la zone des deux communes.
Onís présente une superficie différenciée du nord au sud, la partie septentrionale étant beaucoup plus étendue. Les zones géographiques délimitées par la dépression occupée par la rivière Güeña sont clairement identifiables : au nord, le versant sud des chaînes de montagnes pré-côtières qui précèdent la sierra de Cuera, avec l'altitude de la falaise d'Ibeo (869 mètres) ; au sud, le massif de Cornión avec des sommets dépassant les 2 000 mètres à la frontière avec la
province de León (le Verdilluenga culmine à 2 129 mètres). Onís est essentiellement une commune où l'altitude prédomine. 

## Paroisses
Trois paroisses civiles composent la commune d'Onís :
- Bobia, qui comprend les noyaux les plus élevés de la commune, d'où le nom de "cuartu riba", qui fait référence aux quatre villages, à savoir : Bobia de Abajo (Bovia Baxu), Bobia de Arriba (Bovia Riba), Demués et Gamonedo de Onís (Gamonéu).

- La Robellada, qui comprend les villages de La Robellada et d'El Pedroso (Pedrosu).

- Benia de Onís, qui comprend le chef-lieu de la commune, ainsi que les villages d'Avín, Talavero (Talaveru), Sirviella et Villar, et les hameaux de Castru, Los Menores (inhabité) et Pandellavandes.

## Galerie

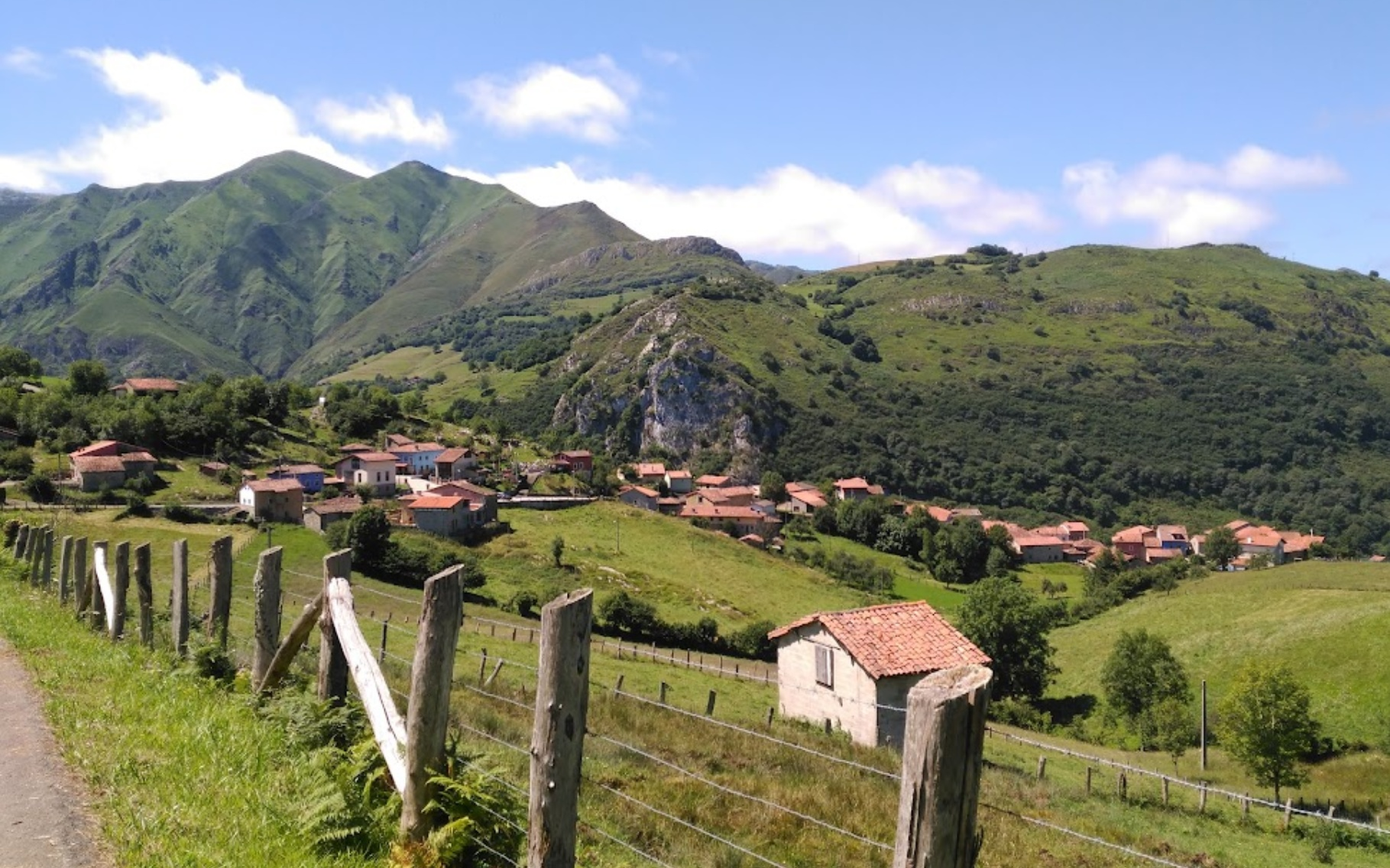
Le village de Demués (Bobia).
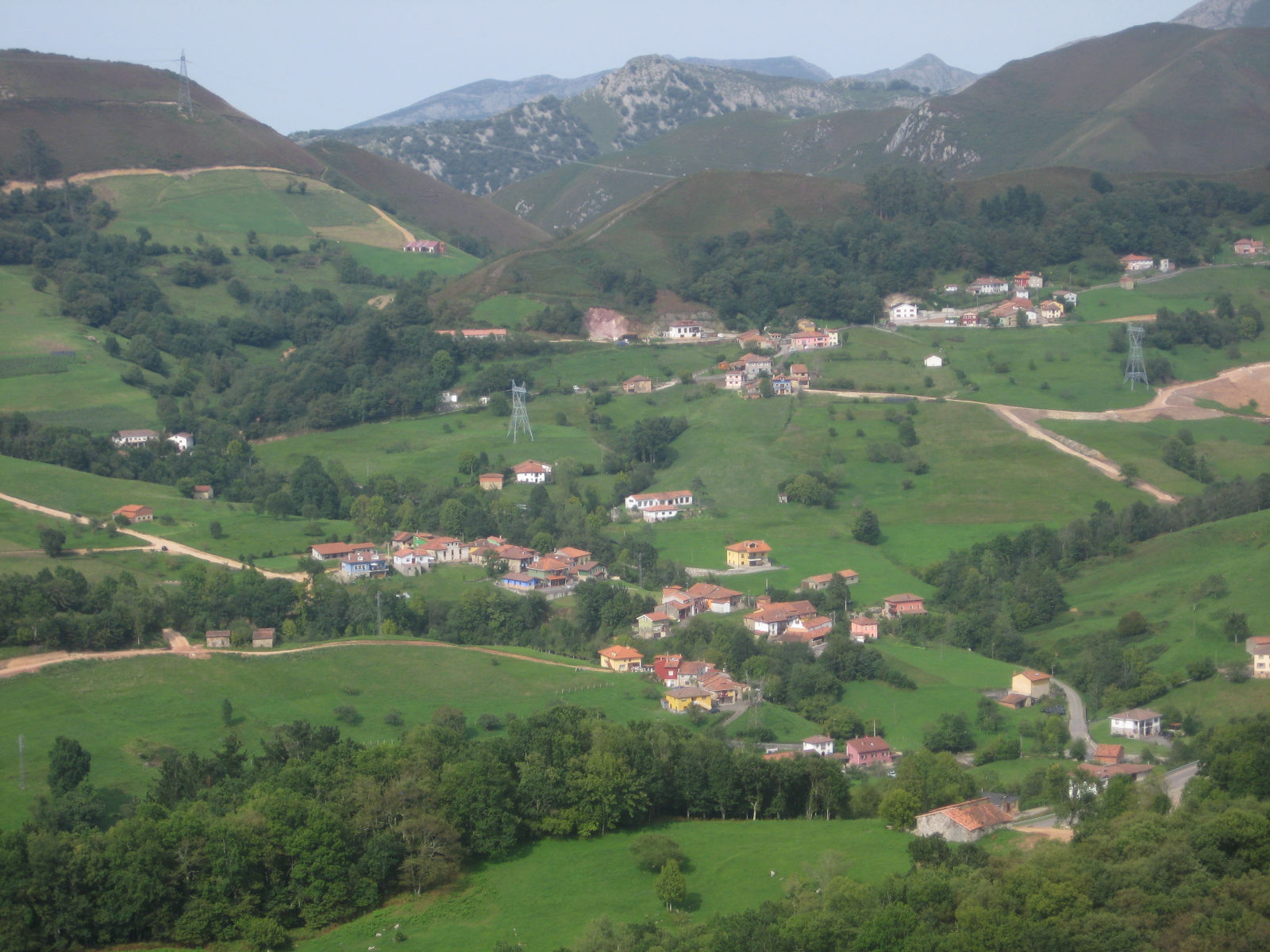
Le village de La Robellada.
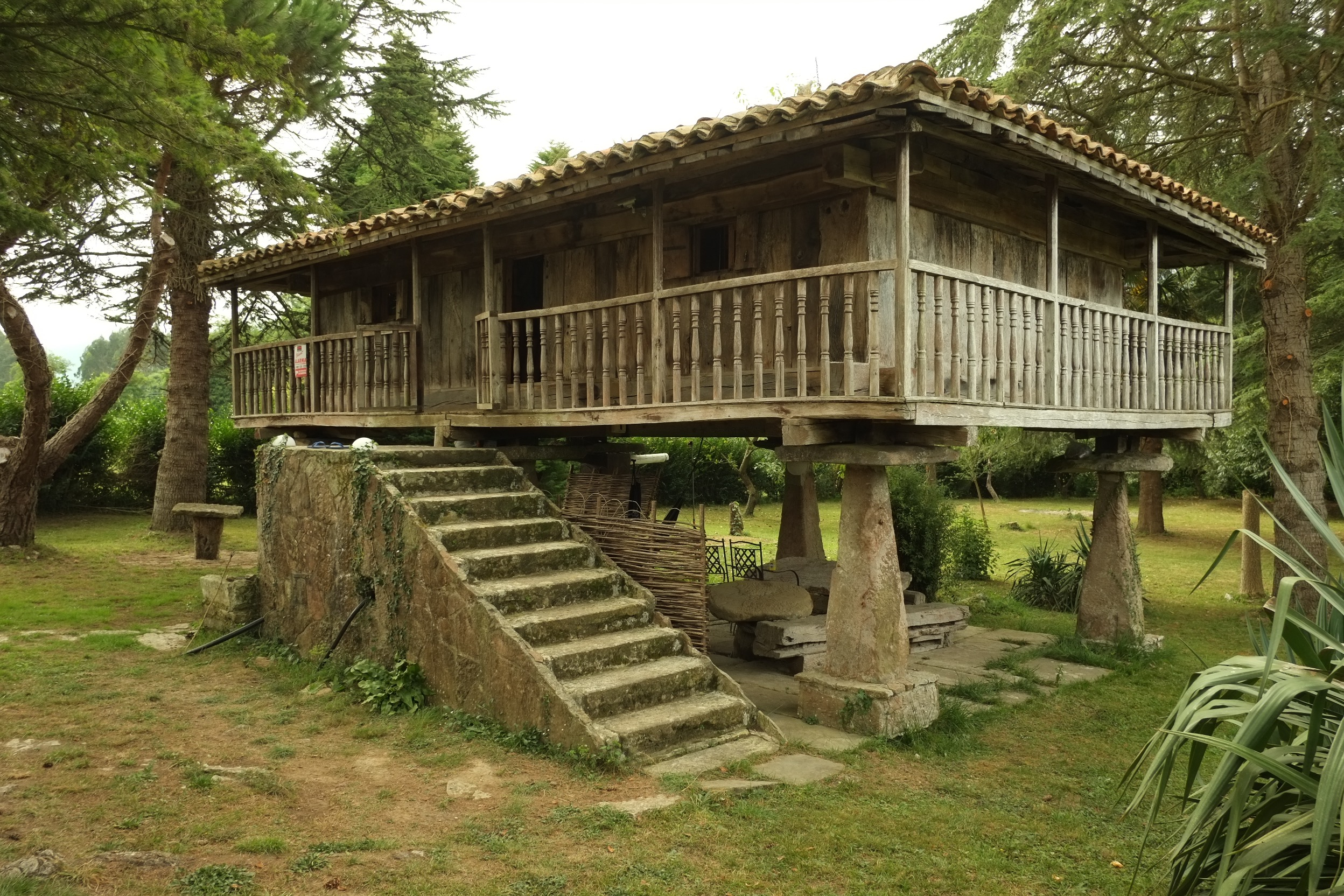
Panera, ancien bâtiment rural sur piliers destiné à stocker le grain. Similaire à l'hórreo, il compte cependant plus de quatre piliers.
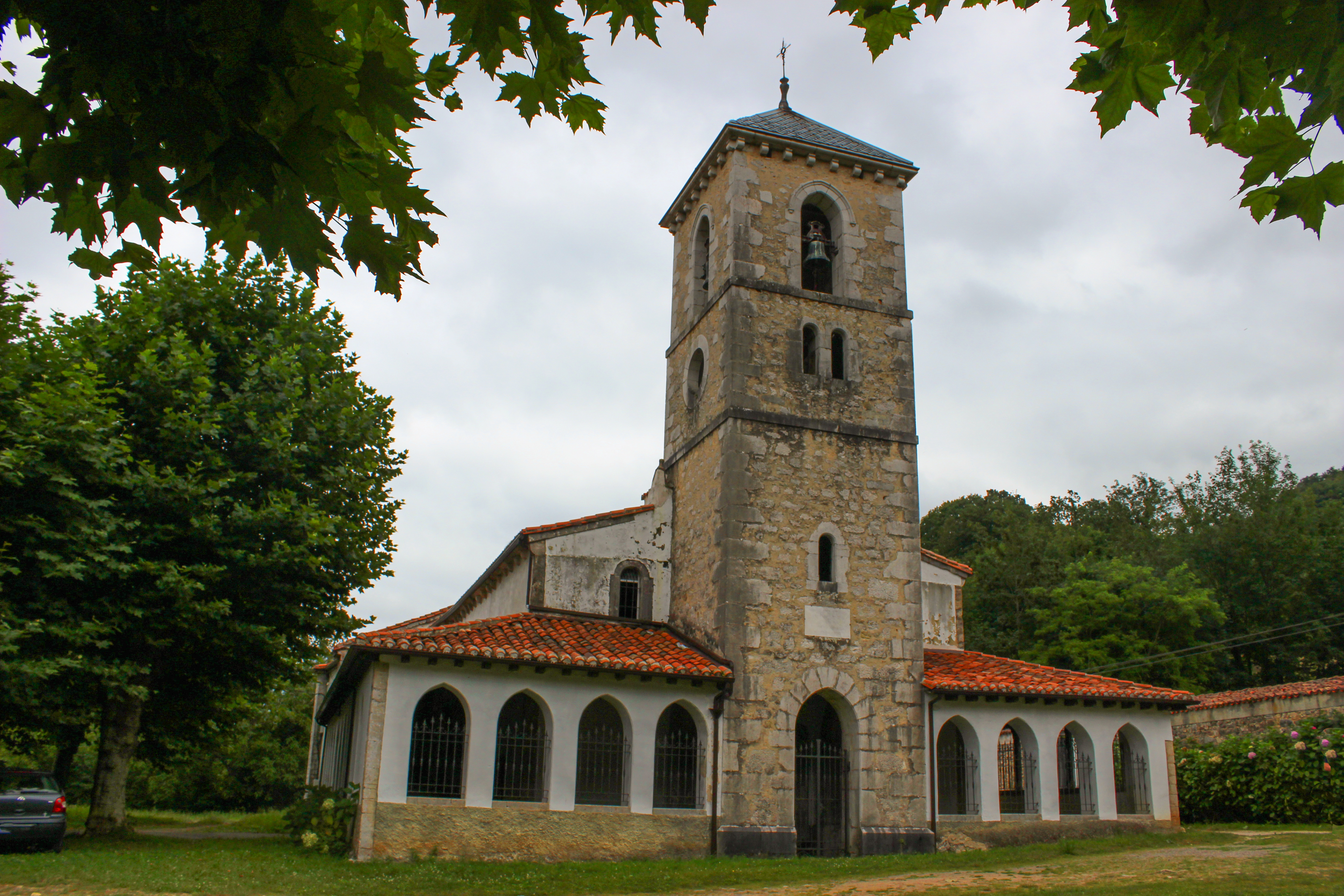
L'église Sainte-Eulalie  de Benia.